# Giáo đường Do Thái Rákospalota

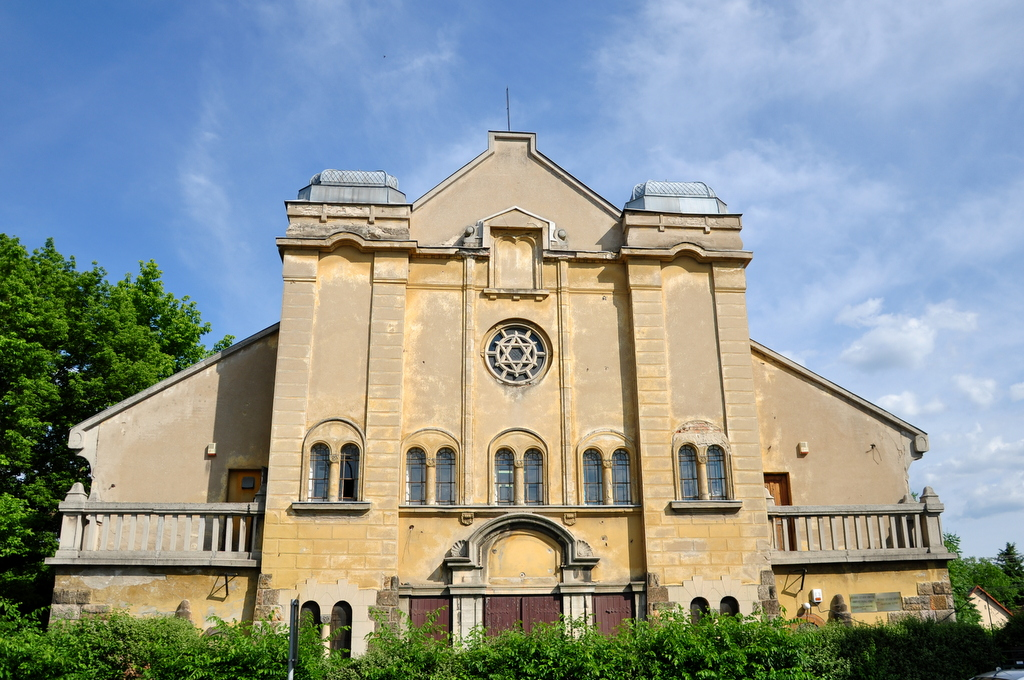
Giáo đường Do Thái Rákospalota

Giáo đường Do Thái Rákospalota là giáo đường Do Thái tọa lạc tại đường Old Fóti, Rákospalota, Quận XV, Budapest. Tòa nhà trước đây từng là một hiệu sách,

## Lịch sử
Cộng đồng người Do Thái ở Rákospalota đã xây dựng Giáo đường Do Thái từ năm 1926 đến năm 1927. Giáo đường được xây dựng dọc theo đường mà ngày nay mang tên đường Old Fóti, cách ngã tư Đường Szentmihályi và Đường Old Fóti chỉ một dãy nhà. Tòa nhà do nhà kiến trúc sư Gábor Feith thiết kế và Mihály Feith hoàn thiện bản vẽ.
Cộng đồng Do Thái ở Rakushpluta giành được độc lập vào năm 1902. Giáo sĩ [Yitzhak] Michael Dushinsky là giáo sĩ Do Thái đầu tiên của cộng đồng. Ông được bầu vào năm 1898, và trở thành người giáo sĩ lãnh đạo cộng đồng cho đến khi ông qua đời vào năm 1939. Cộng đồng Do Thái ở Rakushpluta được công chúng địa phương tôn trọng và quý mến.
Để trang trải chi phí xây dựng, người ta đã cho xuất bản một cuốn sách cầu nguyện nhỏ, dày 44 vào năm 1926. Cuốn sách có hình bản vẽ mặt tiền của tòa nhà tương lai.

Bản vẽ của Giáo đường Do Thái Rákospalota 1926

Giáo đường trở nên vắng bóng người sau Thế chiến thứ hai. Từ những năm 1960, tòa nhà đã được sử dụng làm một nhà kho. Đến những năm 1980, Thư viện Quốc gia Széchényi  (NSZL) mua lại tòa nhà. Đến tận ngày nay, tòa nhà vẫn được Thư viện Quốc gia Széchényi sử dụng.

## Thư viện ảnh

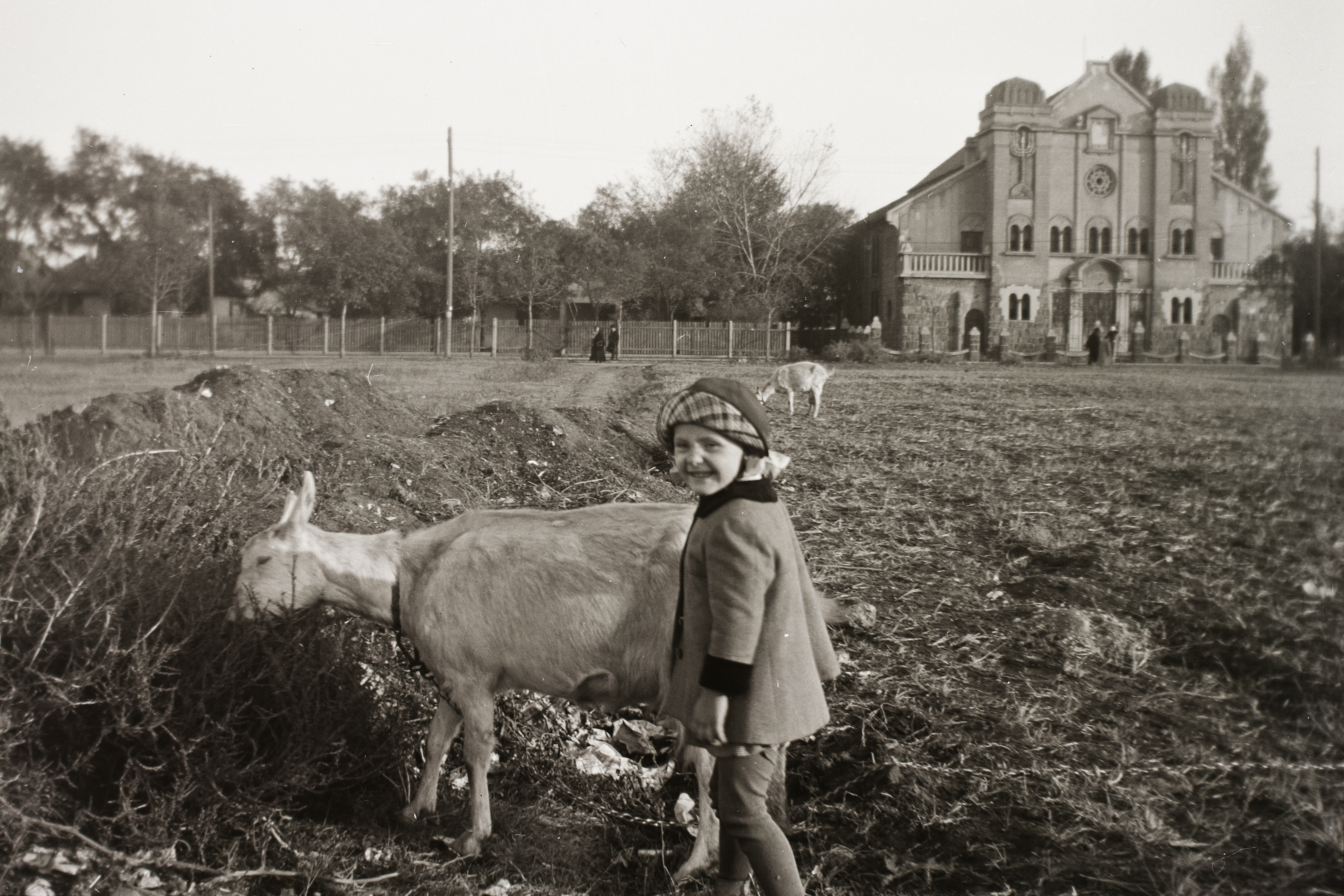
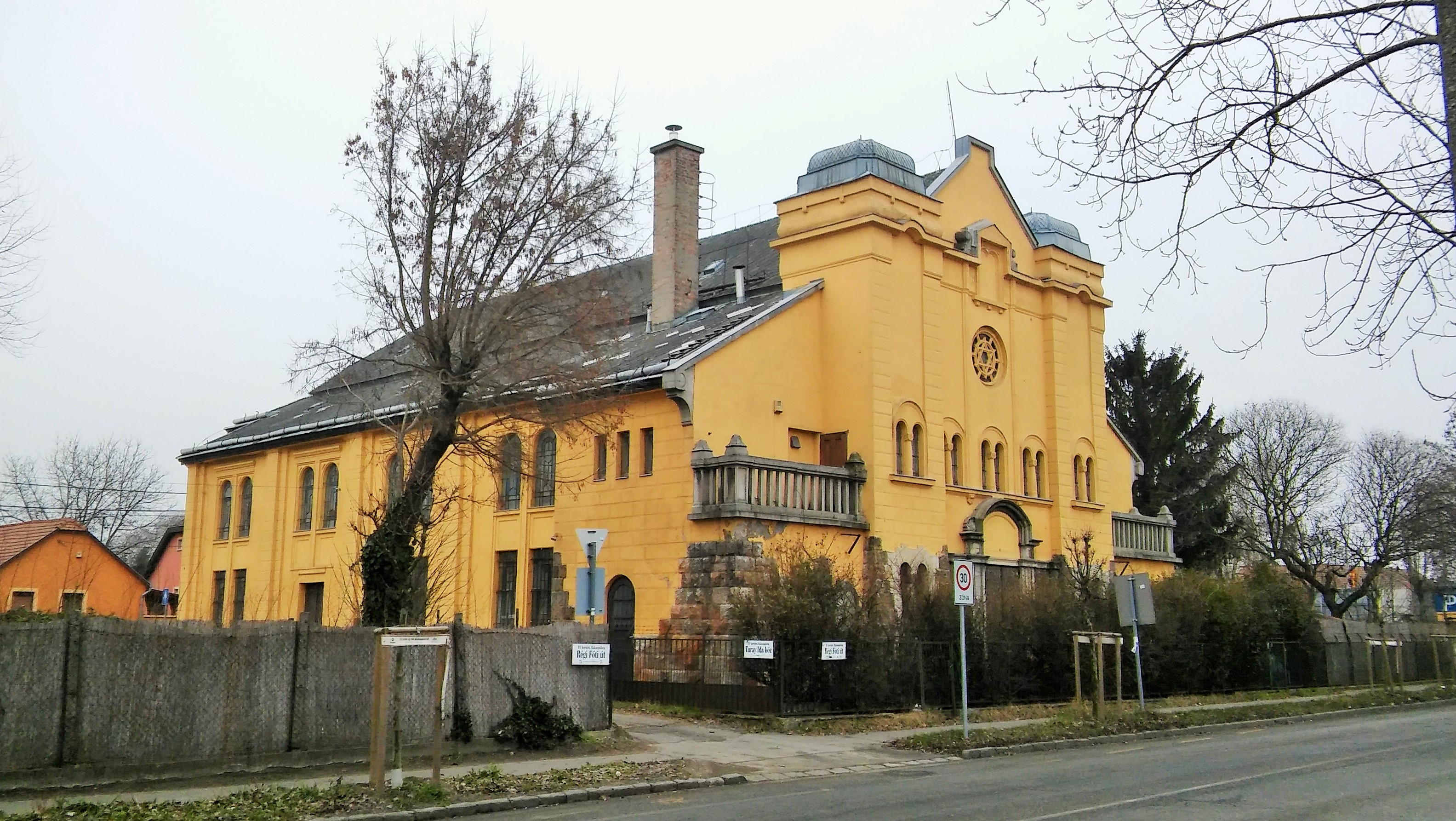
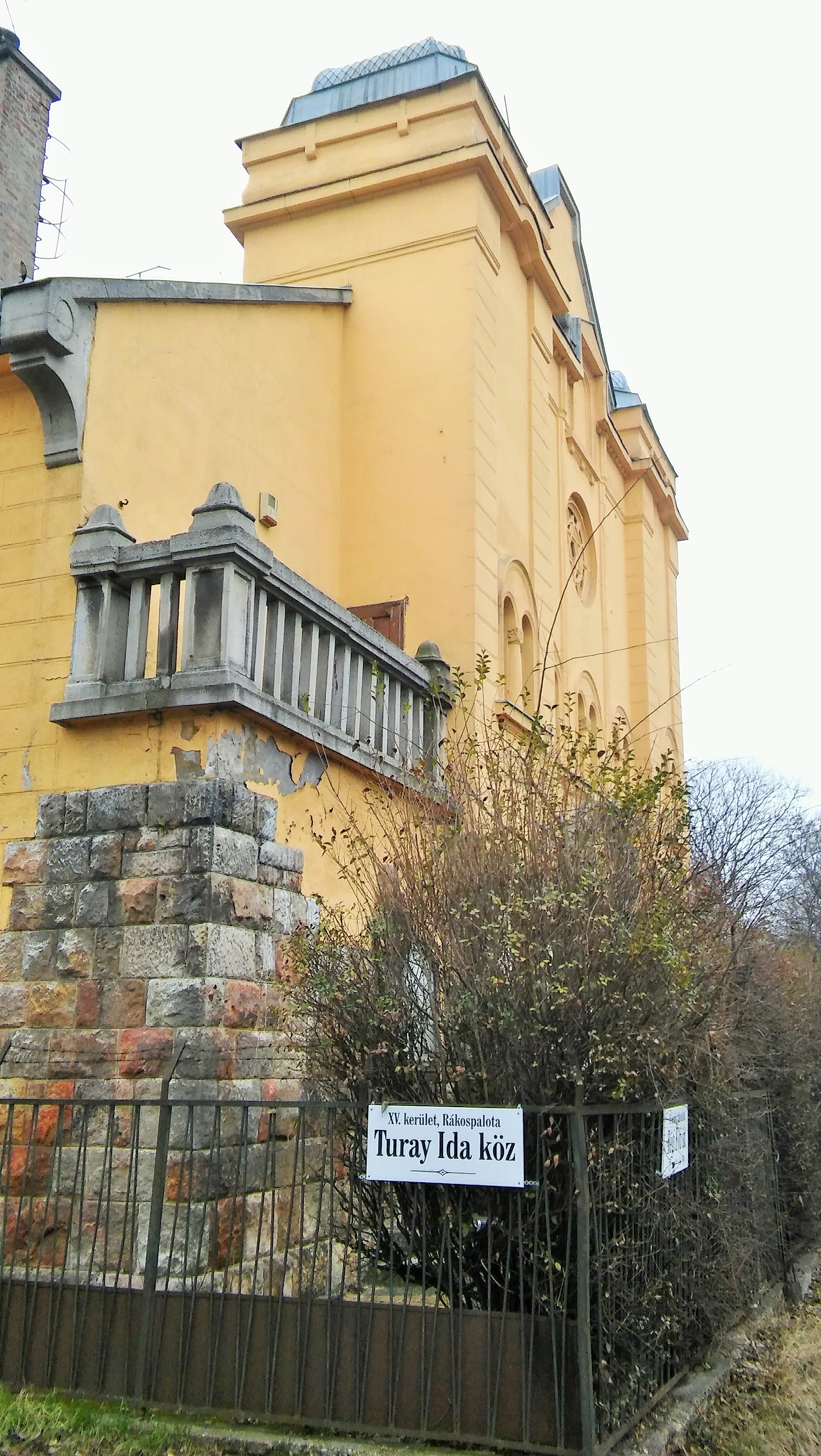
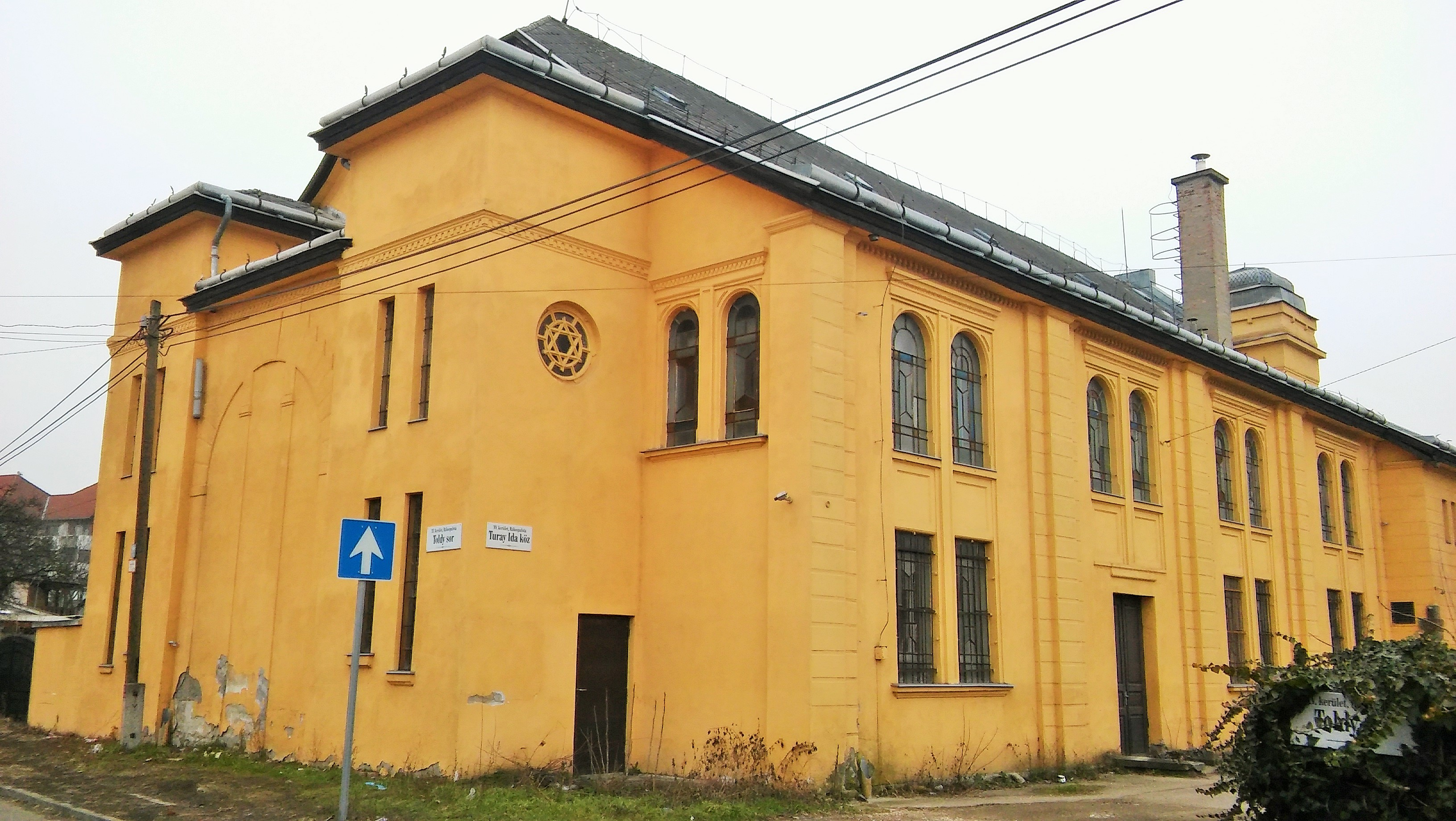
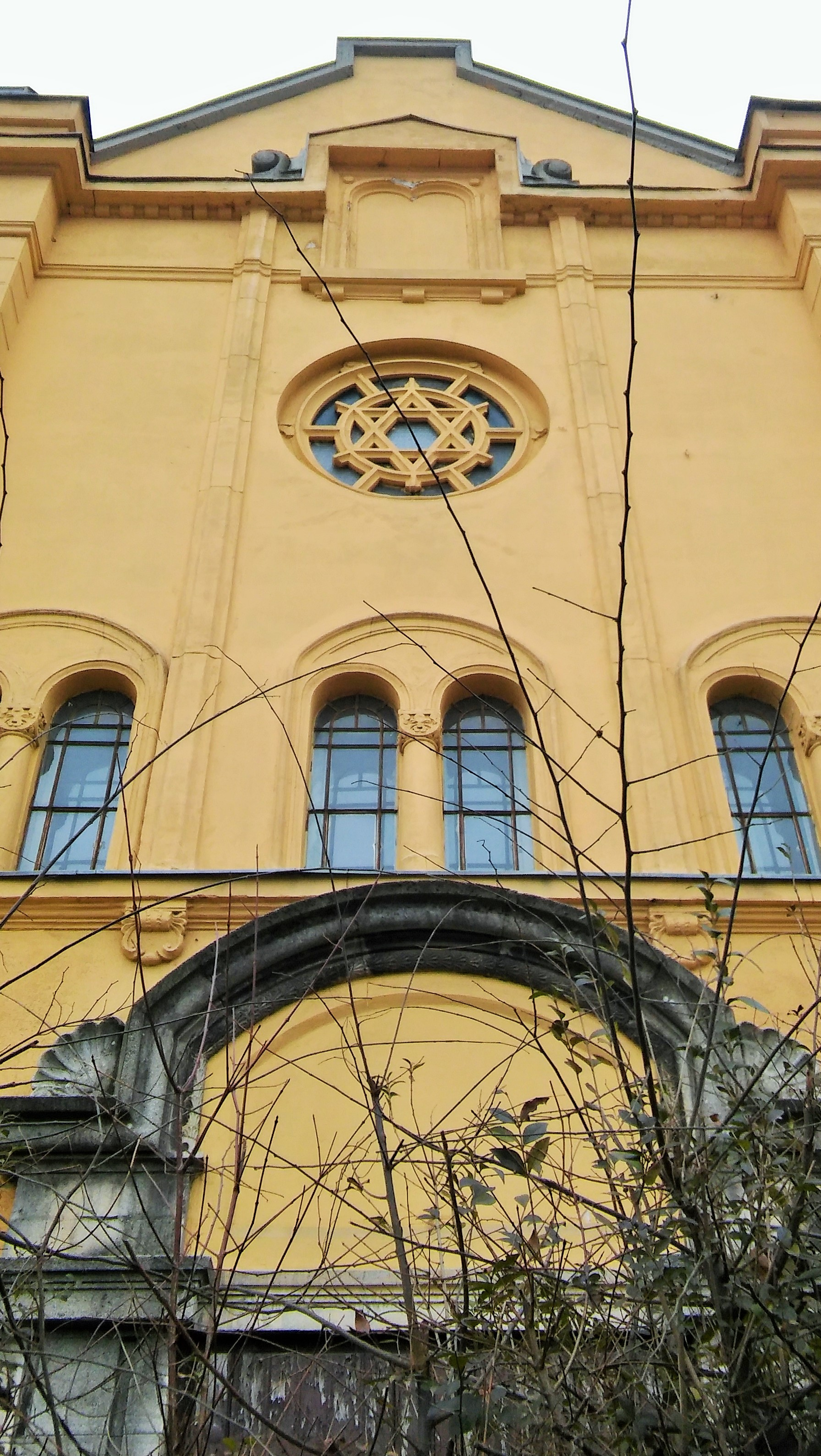
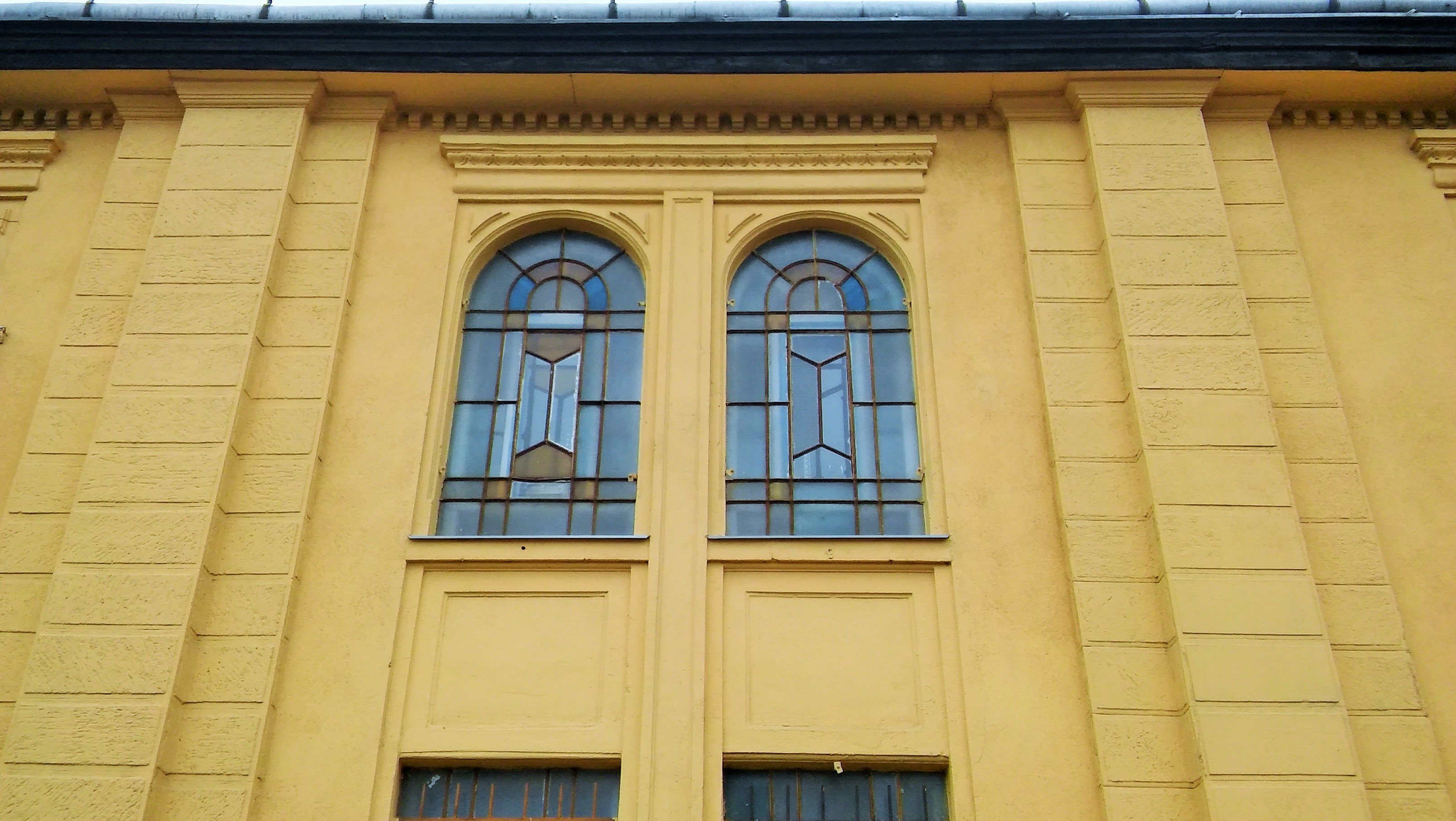
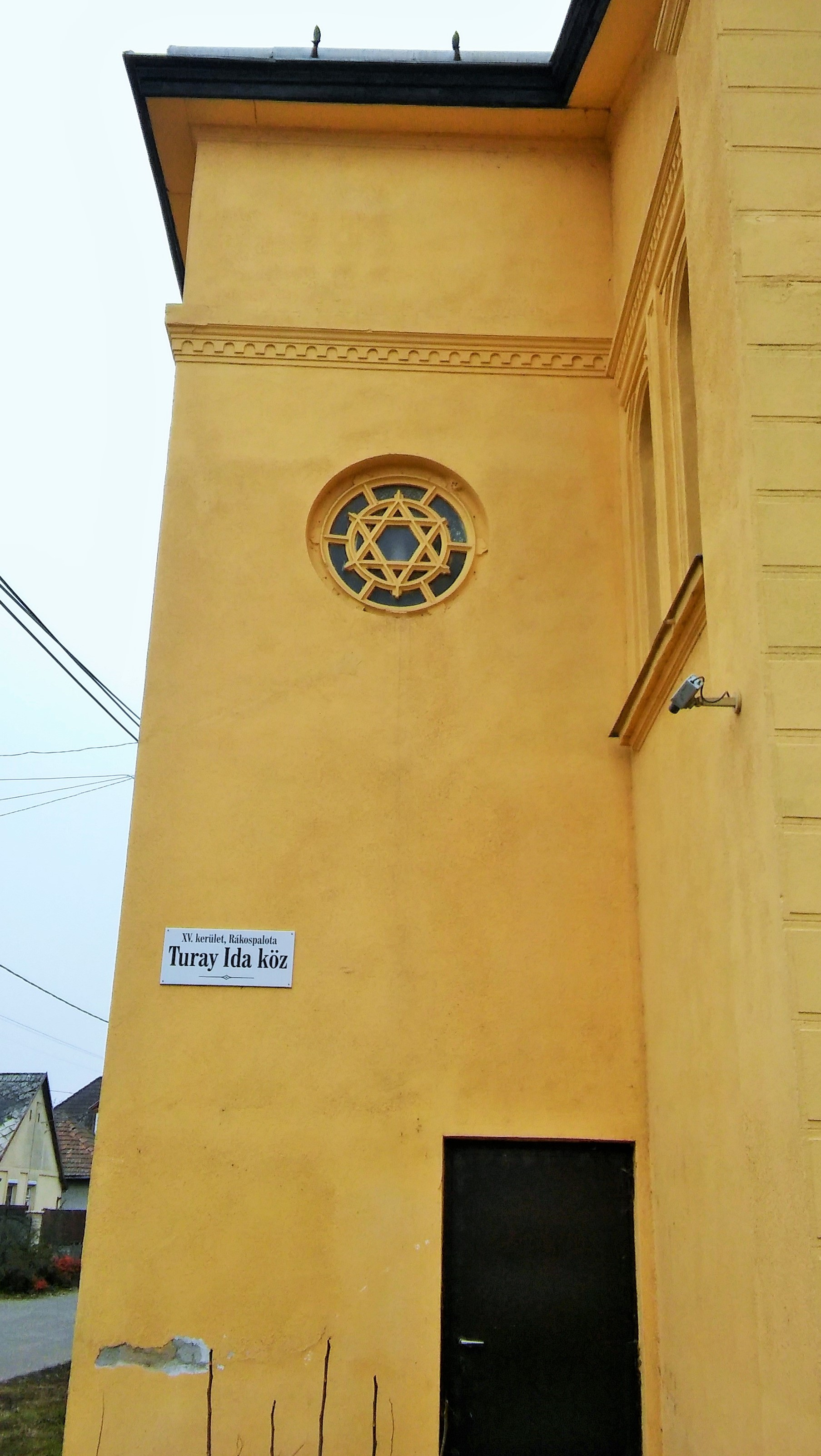
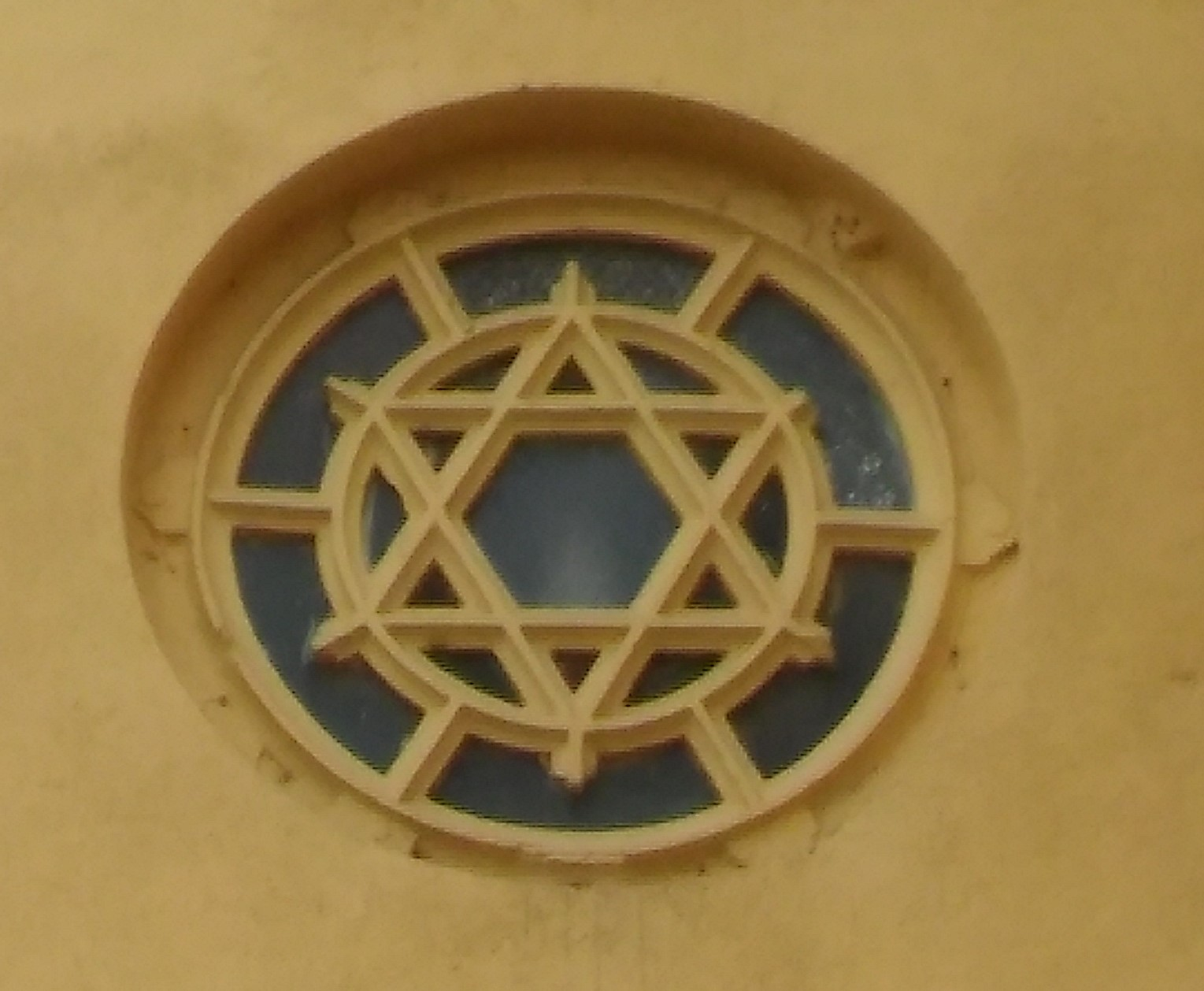
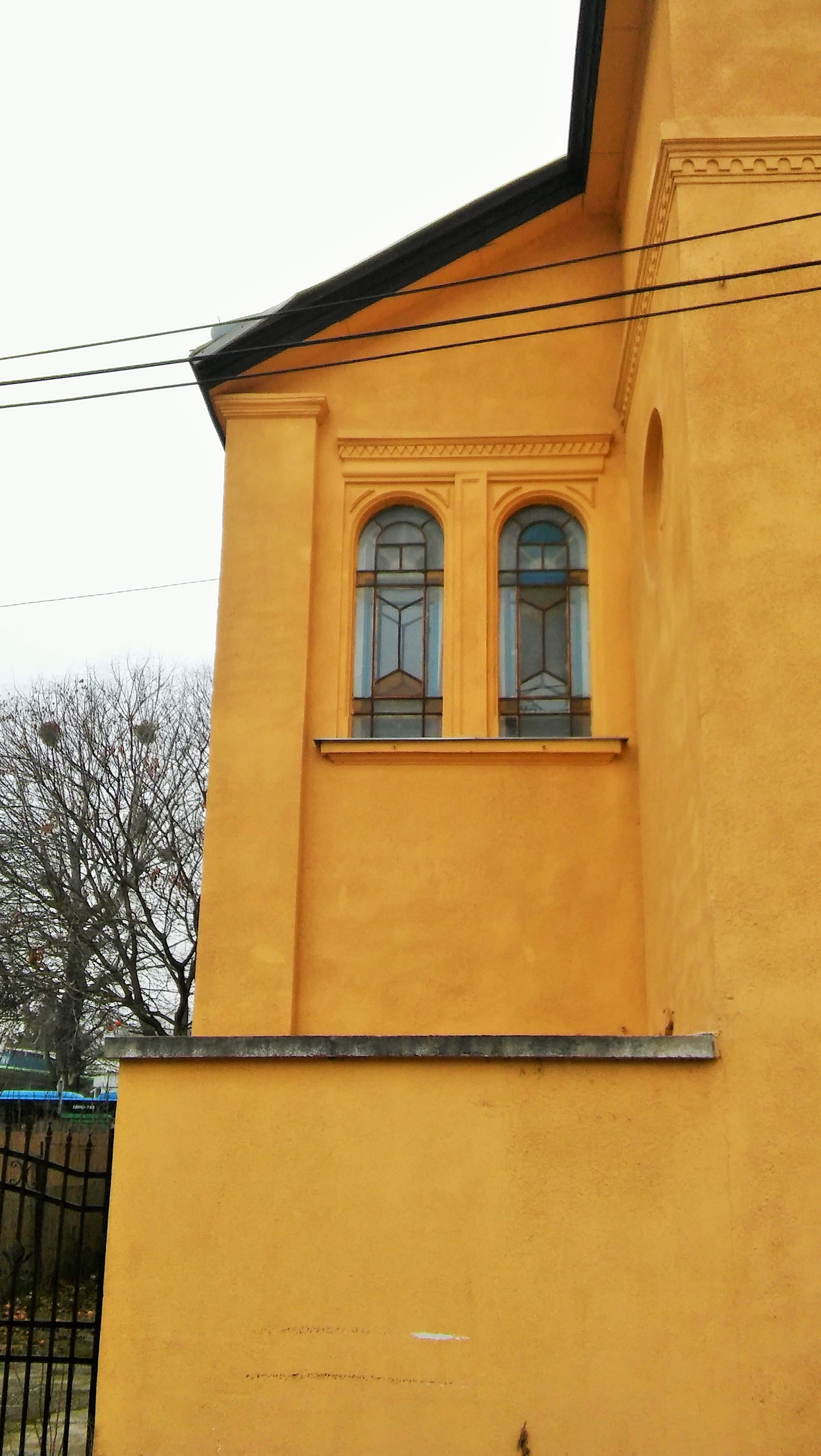
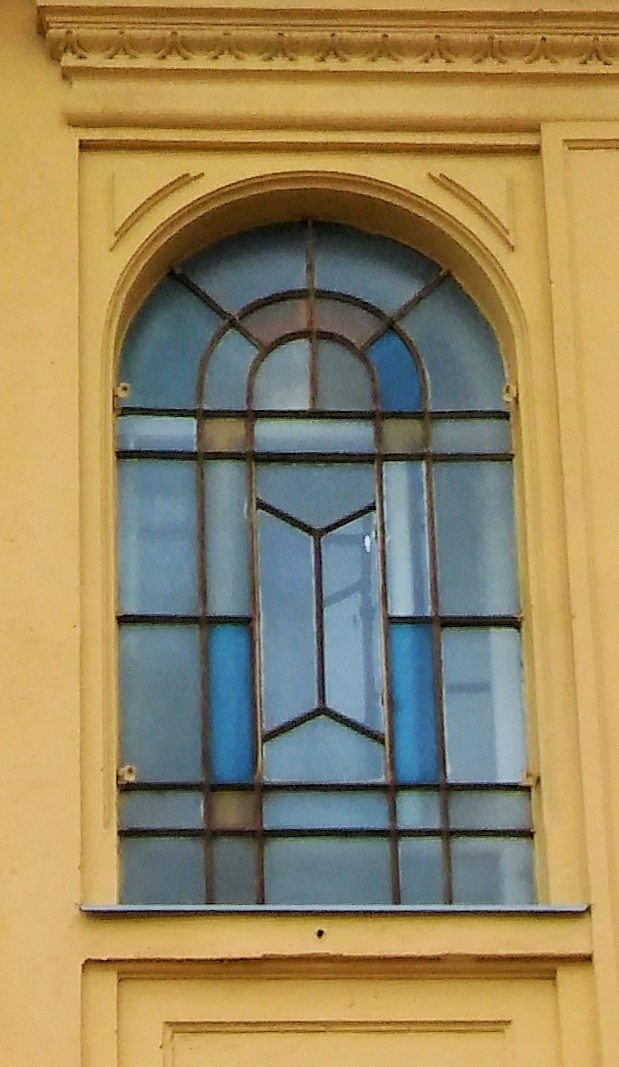
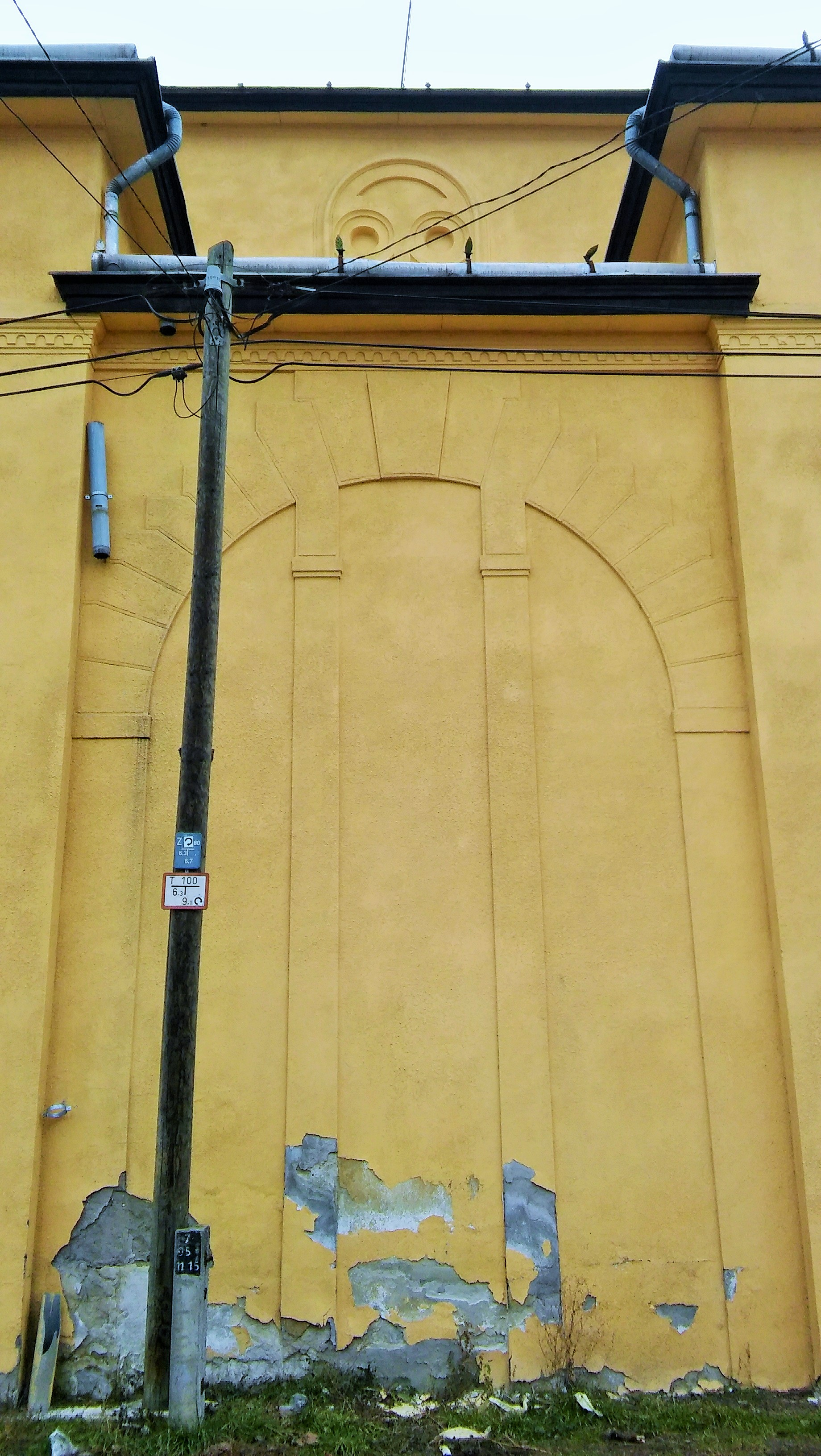
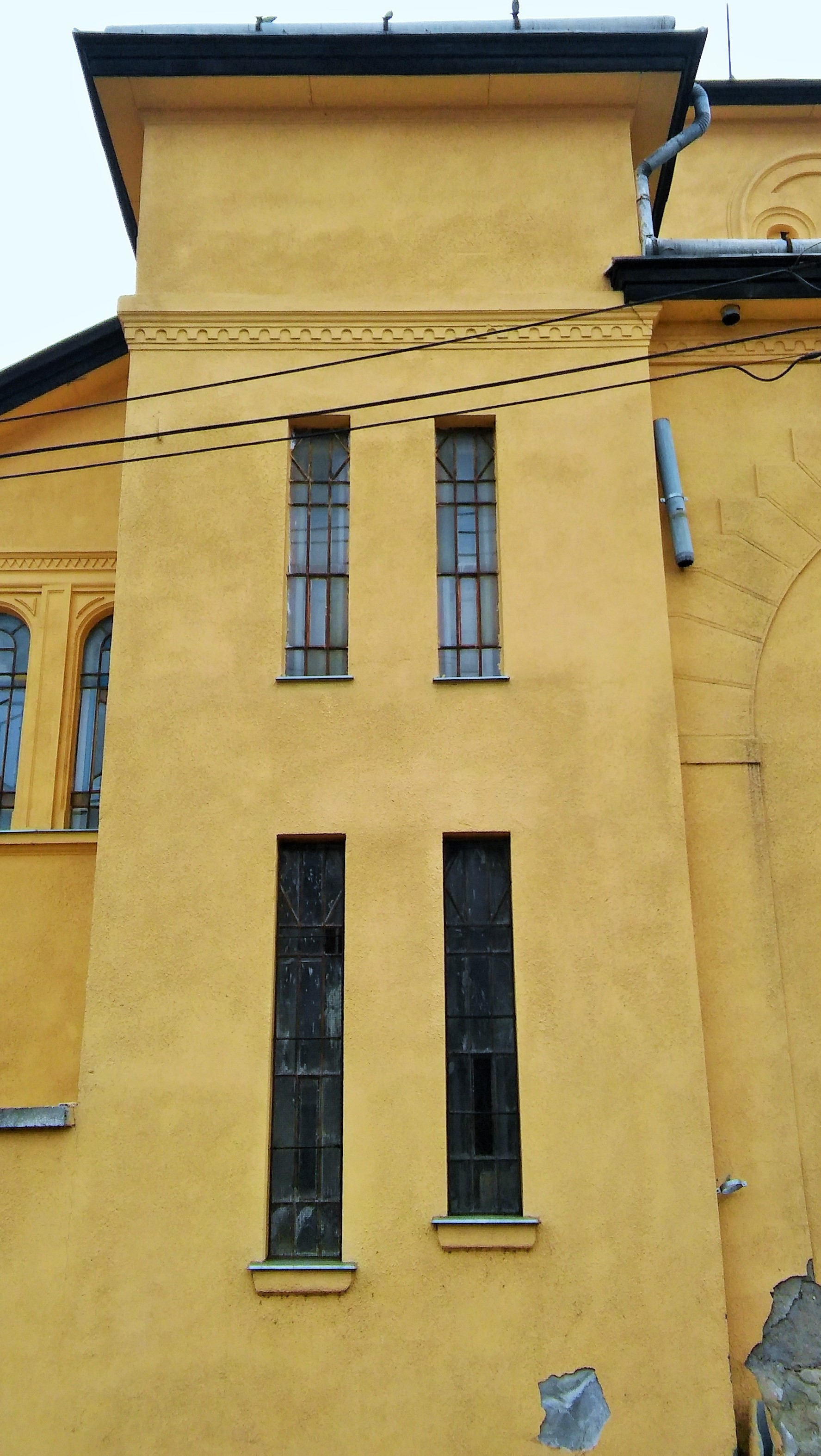